# باکسپورت (حوزه سرشماری)، مین
باکسپورت (به انگلیسی: Bucksport) یک منطقهٔ مسکونی در ایالات متحده آمریکا است که در شهرستان هنکاک، مین واقع شده‌است. باکسپورت ۳۷٫۷ کیلومتر مربع مساحت و ۲٬۸۸۵ نفر جمعیت دارد و ۱۷ متر بالاتر از سطح دریا واقع شده‌است.